# Columnea minor
Columnea minor är en tvåhjärtbladig växtart som först beskrevs av William Jackson Hooker, och fick sitt nu gällande namn av Johannes von Hanstein. Columnea minor ingår i släktet Columnea och familjen Gesneriaceae. Inga underarter finns listade i Catalogue of Life.